# Karina Møller
Karina Møller (* 27. November 1967 in Qaqortoq) ist eine grönländische Sängerin.

## Leben
Karina Møller ist die Tochter des grönländischen Beamten Aqissiaq Møller (1939–1997) und seiner dänischen Ehefrau Marianne Vinderslev (* 1941). Sie wurde in Qaqortoq geboren, wo ihr Vater zu diesem Zeitpunkt als Lehrer arbeitete. 1969 zog die Familie nach Dänemark, wo ihr Vater an der dänischen Lehrerhøjskole studierte und nebenbei an der Grönländerschule Ellekilde unterrichtete. 1975 zogen sie zurück nach Grönland, wo sie sich in Nuuk niederließen.
Sie wuchs in einem musikalisch interessierten Heim auf und gibt vor allem Ella Fitzgerald, Louis Armstrong, The Mills Brothers, Stevie Wonder, Chaka Khan und Aretha Franklin als prägend an. In dieser Zeit war in Grönland Sumé populär, die ihre Rockmusik als politisches Zeichen gegen Dänemark nutzten. Karina Møller meinte, dass sie stolz auf ihre Wurzeln sei, aber sich von dieser Art von Protest und Abgrenzung distanzierte. Als sie 16 Jahre alt war, zog sie wieder nach Dänemark, um am Sankt Annæ Gymnasium in Kopenhagen einen musikalischen Gymnasialabschluss zu erlangen. Nach dem Schulabschluss kehrte sie nach Grönland zurück, wo sie als Hilfslehrerin arbeitete. 1991 zog sie wieder nach Dänemark, studierte an der Theaterhøjskole auf Ærø und dann Gesang und Musik in Kopenhagen. Anschließend zog sie 1992 nach Los Angeles, wo sie zweieinhalb Jahre lang am Musicians Institute studierte. 1995 kehrte sie mit rund 27 Jahren nach Grönland zurück und wurde Schauspielerin bei Silamiut.
Bei den Arctic Winter Games 1996 reiste sie als Teil des kulturellen Programms nach Alaska, wo sie den Musiker Phillip Kill'aq Blanchett (* 1974) kennenlernte. Er ist der Sohn des afroamerikanischen Soldaten David Harvey Blanchett (* 1945) und der Yup'ik Marie Arnaq Nick verh. Meade (* 1947). Gemeinsam mit seinem Bruder Stephen Qacung Blanchett (* 1972) begleitete er Karina Møller, deren Band auf logistischen Gründen nicht nach Alaska gekommen war, musikalisch und die beiden wurden ein Paar. 1997 heirateten beide, erst im kleinen Rahmen, dann mit einer größeren Zeremonie in Grönland und schließlich noch einmal traditionell in Alaska. Im selben Jahr wurde die Tochter Tun'aqi An'gilaq geboren und später bekamen beide noch die Kinder Ivalu und Inuk. Karina, Phillip, Stephen und deren Cousin Aassanaaq Phillip „Ossie“ Kairaiuak (* 1968) gründeten 1996 die Band Pamyua, die fünf Alben herausbrachte.
Nach 17 Jahren in Alaska ließ sie sich scheiden, kehrte zurück und ging eine Beziehung mit dem Regisseur Mike Magidson ein, den sie im Rahmen des Films Inuk kennengelernt hatte. 2015 veröffentlichte sie ihr Soloalbum Simplify.